# Józef Kajetan Ossoliński
Józef Kajetan Ossoliński herbu Topór (ur. 1758  – zm. 15 kwietnia 1834 w Wyszkowie) – hrabia w Królestwie Kongresowym w 1820 roku, kasztelan podlaski od 1790, senator Królestwa Kongresowego w latach 1822–1824 i starosta sandomierski w 1781 roku, od 1780 roku wielokrotny poseł z ziemi drohickiej oraz poseł, członek konfederacji targowickiej, powołany przez konfederację generalną koronną w 1792 roku na asesora w jurysdykcji marszałkowskiej koronnej, kolekcjoner dzieł sztuki.

## Pochodzenie
Jego ojciec Aleksander Maciej Ossoliński (zm. w 1804 r. w Rudce) był miecznikiem wielkim koronnym, starostą sokołowskim drohickim, sulejowskim, a matką była Benedykta Antonina Loewendal (1735 - 1778). Natomiast jego dziadkiem był kasztelan gostyński Jan Stanisław Ossoliński (1689 - 1770). Miał siostrę Annę Ossolińską (1759–1843) i brata Jan Onufrego Ossolińskiego (1760–1812)

## Józef Kajetan Ossoliński jako dziedzic
Był dziedzicem klucza Rudka, Starej Wsi i Czerniakowa (dzielnica Warszawy)
Wykupił od Ledóchowskich rodzinny Ossolin, już bez renesansowego zamku fundacji kanclerza Jerzego Ossolińskiego, który zburzyli Ledóchowscy. Był dwukrotnie żonaty po raz pierwszy w Teresą Miączyńską (ur. 1760) - z d. Rafałowicz rozwiedzioną z Kajetanem Miączyńskim, a w 1781 roku z Marią Barbarą Zaleską, lecz po rozwodzie z nią w 1802 roku, poślubił Katarzynę Grabieńską (ur. 1780 r.) i miał z nią syna Wojciecha Grzegorza Ossolińskiego (1796–1842)
Z drugiego małżeństwa z Zaleską miał córkę Konstancję Ossolińską (ur. 1783 w Rudce - 7 grudnia 1868)-generałową, i syna, Wiktora (1790–1860).
Żona Maria Barbara Zaleska (1760–1813) w 1781 r. wniosła mu w posagu dobra Grodzisk, Siemiony i Rejowiec w lubelskim.

## Działalność polityczna i kariera
Poseł na sejm 1780 roku z ziemi drohickiej. W 1782 roku został kawalerem Orderu Świętego Stanisława. Był posłem na sejm 1782 roku z województwa sandomierskiego. Był członkiem konfederacji Sejmu Czteroletniego. W 1788 roku wybrany posłem na Sejm Czteroletni z ziemi bielskiej. 2 maja 1791 roku podpisał asekurację, w której zobowiązał się do popierania projektu Ustawy Rządowej. Po przystąpieniu króla do Targowicy, Józef Kajetan wspólnie z kilkoma posłami z Podlasia, w 1792 roku, wstąpił do konfederacji. Wspierał też w 1794 roku materialnie powstanie kościuszkowskie, w którym jego brat wystawił swój oddział powstańczy.
Po rozwiązaniu Księstwa Warszawskiego współorganizował powstanie Królestwa Polskiego. Od 1822 roku zasiadał w senacie Królestwa Polskiego jako senator-kasztelan, ale po dwóch latach zrezygnował z tej funkcji.

## Fundator i kolekcjoner obrazów
Zasłynął jako kolekcjoner i twórca galerii obrazów w pałacu zwanym "na Tłumackiem" w Warszawie, gdzie umieścił dzieła sztuki odkupione od króla Stanisława Poniatowskiego.
W należącym do niego Rejowcu koło Chełma wybudował cerkiew unicką i pałac dla swej córki Konstancji przyszłej dziedziczki tej miejscowości.